# Geminiano (nome)
Geminiano  è un nome proprio di persona italiano maschile.

## Varianti
- Maschili: Gemiliano[2], Gemignano[2], Gimignano
- Femminili: Geminiana[2], Gemiliana[2], Gemignana[2], Gimignana

### Varianti in altre lingue
- Catalano: Geminiá[3]
- Francese Géminien
- Inglese: Geminian
- Latino: Geminianus[1][3]
- Polacco: Geminian
- Spagnolo: Geminiano[3]
- Ungherese: Geminián

## Origine e diffusione
Continua il gentilizio romano Geminianus, un patronimico basato sul nome Geminus (l'odierno nome Gemino o Gemello); il suo significato è quindi "relativo a Gemino", "appartenente a Gemino". Alcune fonto lo considerano comunque una semplice variante di Gemino, col suo stesso significato.
È tipico del Nord e del Centro Italia, in particolare dell'Emilia e della Romagna. La forma Gemiliano è invece proprio della Sardegna, in particolare del Cagliaritano e dell'Oristanese.

## Onomastico
L'onomastico si festeggia il 31 gennaio in ricordo di san Geminiano (o Gemignano o Gimignano), vescovo di Modena. Un altro santo con questo nome, martire a Roma sotto Diocleziano, è ricordato il 16 settembre, mentre un san Gemiliano (o Emiliano o Emilio), vescovo di Cagliari e martire, è commemorato il 28 maggio.

## Persone

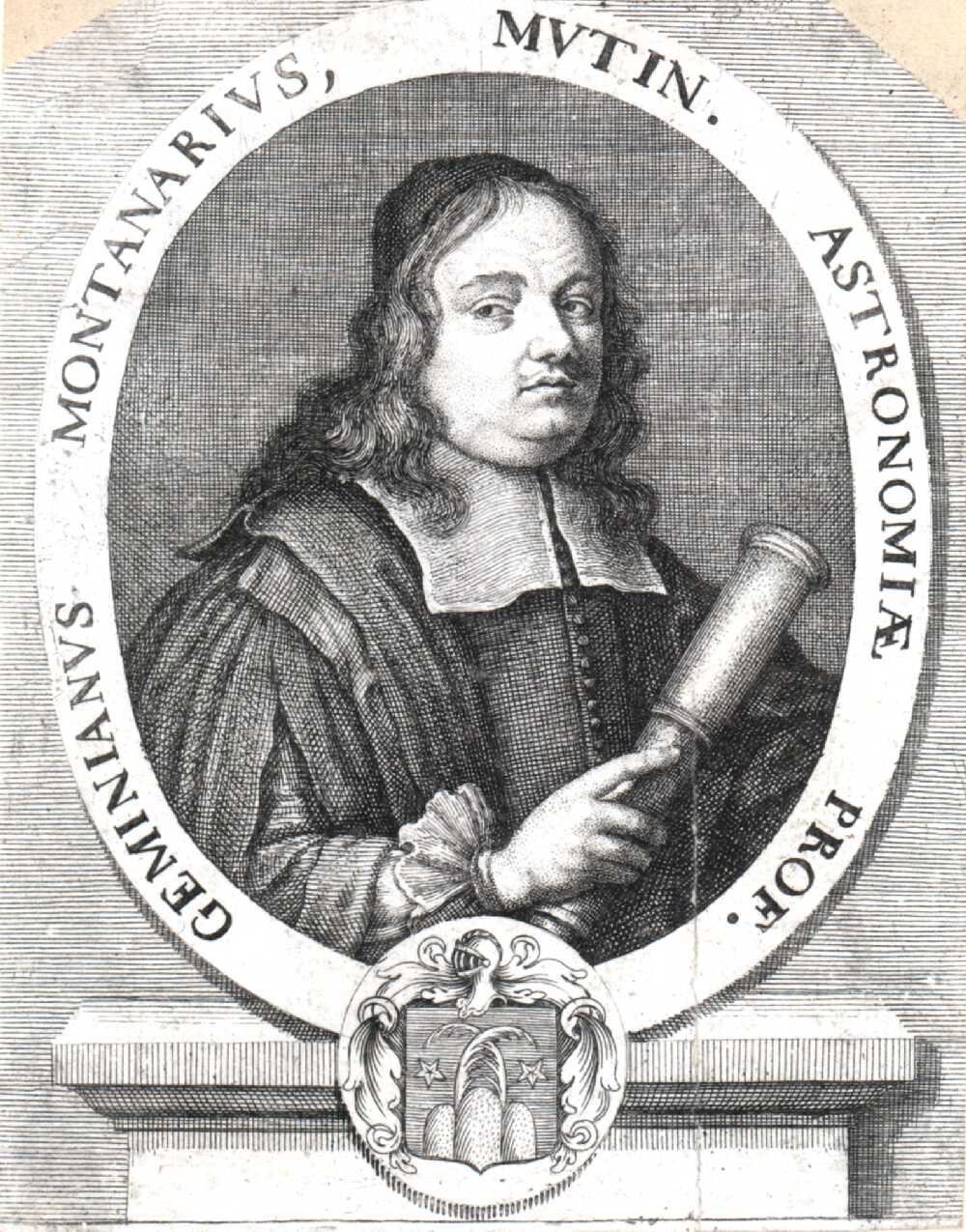
Geminiano Montanari

- Geminiano di Modena, vescovo di Modena e santo
- Geminiano Cibau, scultore e ceramista italiano
- Geminiano Giacomelli, compositore italiano
- Geminiano Inghirami, religioso, umanista, giureconsulto e mecenate italiano
- Geminiano Montanari, astronomo e matematico italiano